# 阿扎尔人
阿扎尔人，也被称为格鲁吉亚穆斯林，是格鲁吉亚西南部阿扎尔地区原住民族，在格鲁吉亚古里亚大区、下卡尔特利大区和卡赫蒂大区及土耳其临近地区有定居点。阿扎尔人在奥斯曼土耳其时期皈依伊斯兰教。根据1921年《卡尔斯条约》，该地区获得自治权以保护宗教信仰。尽管皈依伊斯兰教，阿扎尔人保留了格鲁吉亚语（阿扎尔方言）。不过，阿扎尔人的身份认同较为模糊。1926年被划分为不同于格鲁吉亚人的民族，1939年人口普查时又归为格鲁吉亚人。